# Energiesparende Fahrweise
Energiesparende Fahrweise (engl. energy-efficient driving) ist seit etwa 1980 ein vor allem in Deutschland auch offiziell verwendeter Begriff für ein „sparsames“, also energieeffizientes Verhalten beim Führen von Fahrzeugen. Dagegen können der Anglizismus Ecodriving und ähnlich prägnante Kurzformen als später entstandene Wortschöpfungen betrachtet werden, die im deutschsprachigen Raum wie international benutzt werden.

## Begriff
Der Begriff fand spätestens in den 1970er Jahren Eingang in die politische Diskussion um den Straßenverkehr, aber erst 1998 mit der Fahrerlaubnis-Verordnung in das deutsche Recht. Mit dem Inkrafttreten dieser Verordnung wurden Kenntnisse einer „umweltbewussten und energiesparenden Fahrweise“ ab 1999 verbindlicher Bestandteil der deutschen Fahrausbildung und Fahrerlaubnisprüfung für das Führen von Kraftfahrzeugen; im Gesetz wird der Begriff jedoch nicht weiter inhaltlich ausgeführt.
Ebenfalls 1999 wurde in der Schweiz im Zusammenwirken von Staat, Verkehrsverbänden und Privatwirtschaft der Verein Quality Alliance Eco-Drive gegründet, um in der Schweiz das ökologische, ökonomische und sichere Fahren zu fördern. Die Bezeichnung Eco-Drive war schon vorher eine auf das Bundesamt für Energie eingetragene Wortmarke und umfasst eine Reihe von Empfehlungen zu Fahrzeug und Fahrweise. Der Erfolg des Programms veranlasste die zuständige Bundesstelle, Eco-Drive ab 2005 in die obligatorische Fahrausbildung der Schweiz zu integrieren.
Bereits etwa 1980 startete in Österreich der ÖAMTC die Kampagne Gleiten statt Hetzen für gleichmäßiges und vorausschauendes Fahren im Straßenverkehr. Der prägnante Slogan führte gleich zu Beginn zu öffentlichen Diskussionen, schließlich aber auch zu dessen Übernahme in verschiedenste Bereiche der Werbung.
Über den motorisierten Straßenverkehr als dominierendem Verkehrssystem hinaus wird der Begriff ebenso beim Schienenverkehr verwendet. So bezeichnet Energiesparende Fahrweise (ESF) ein in mehrjähriger Zusammenarbeit mit der Universität Hannover entwickeltes Konzept der Deutschen Bahn, das sie ab 2003 in ihr rechnergestütztes Fahrplansystem EBuLa aufnahm, dessen Anfänge seinerseits in die 1980er Jahre zurückreichen. Daneben existieren Konkurrenzsysteme, jedoch unter anderen Bezeichnungen.
Während Aktivitäten und Konzeptionen um eine energiesparende Fahrweise erst nach der Ölkrise einsetzten und mit der neu entstehenden Umweltpolitik einhergingen, haben ihre Prinzipien die Entwicklung der unterschiedlichen Fahrzeugarten schon sehr viel früher und vermutlich von Beginn an begleitet. Sie beschränken sich darüber hinaus nicht auf Motorfahrzeuge, wofür der seit Jahrzehnten im Radsport etablierte Belgische Kreisel ein Beispiel darstellt.

## Grundlagen

Energieflussdiagramm am Beispiel eines US-Mittelklasse-PKW von 2006 im Stadtverkehr (oben) und auf der Autobahn (unten), jeweils auf der Basis eines Verbrennungsmotors. Beachte die Geschwindigkeitsbegrenzungen in den USA. Unschwer zu erkennen ist die Motoreffizienz als größte Verlustquelle, die beim Verbrennungsmotor zwar nur geringfügig vermeidbar, neben dem Leerlauf in der Stadt und der Autobahngeschwindigkeit dennoch die größte Einsparquelle ist.
Quelle: Energieministerium der Vereinigten Staaten. Stand: 2006

Physikalische Ansatzpunkte einer energiesparenden Fahrweise ergeben sich aus den Widerständen, die jedes Fahrzeug bei der Fortbewegung zu überwinden hat, sowie aus den Wärmeenergieverlusten der eingesetzten Energie bei ihrer Umwandlung in Bewegungsenergie. Diese gelten grundsätzlich für alle Arten von Fahrzeugen, also nicht nur Land-, sondern auch Luft- und Wasserfahrzeuge. Sie können nicht nur während des Fahrens beeinflusst werden, sondern schon vor dem Fahrtantritt beim Vorbereiten des Fahrzeugs, was der energiesparenden Fahrweise im Allgemeinen hinzugerechnet wird. Die Fahrzeug- oder Verkehrsmittelwahl hingegen gehört nicht dazu.
| Verlustbereich | Während der Fahrt beeinflussbar                                                                                                 | Vor Fahrtantritt beeinflussbar                                                        |
| --- | --- | ------------------------------------------------------------------------------------- |
| Luftwiderstand | Geschwindigkeit → möglichst gering                                                                                              | Aerodynamik → möglichst gut Dachgepäckträger → möglichst nicht                        |
| Rollwiderstand | Geschwindigkeit → möglichst gering                                                                                              | Reifenzustand → möglichst gut Reifendruck → möglichst hoch Zuladung → möglichst klein |
| Energieeffizienz | Übersetzung („Gang“) → möglichst hoch damit Drehzahl → möglichst gering (eher „niedertourig“) und Wirkungsgrad → möglichst hoch | Motorzustand → möglichst gut                                                          |
| Bremsverluste | Bremsennutzung → möglichst gering („vorausschauend“ fahren)                                                                     | Bremsenzustand → möglichst gut                                                        |
| Leerlaufverluste | Motorbetrieb im Stand → möglichst abschalten Leerlaufbetrieb bei Fahrt → möglichst vermeiden („Motorbremse“ nutzen)             | Leerlaufdrehzahl → möglichst klein                                                    |
| Trägheitsverluste | Lastwechsel durch Geschwindigkeitsänderung → möglichst gleichmäßig („vorausschauend“ fahren)                                    | –                                                                                     |
| Zusatzverbraucher (Klimaanlage, Licht, Audioanlagen usw.) | Nutzung → möglichst vermeiden                                                                                                   | ggf. Gerätewahl → mögl. effizient                                                     |
| Anmerkung: Die Aussagen betreffen im Prinzip alle Landfahrzeuge, sind aber teilweise vor allem auf Autofahrer gemünzt (Audioanlage, Dachgepäckträger, Reifendruck etc.) | |                                                                                       |

## Maßnahmen
Die daraus für Fahrer abzuleitenden Maßnahmen hängen nicht unwesentlich vom verwendeten Fahrzeug und dessen Motorisierung und sonstiger Ausstattung ab, beispielsweise vom Vorhandensein und der Art des Fahrzeuggetriebes sowie einer Rekuperationsbremse, dem Vorhandensein und der Ausführung einer Motorbremse, die bei Lastkraftwagen und Omnibussen allgemein eine erweiterte Funktionalität des Motors ist. Mit steigender Anzahl an Gängen des Getriebes kann die Motordrehzahl besser angepasst werden, jedoch sinkt der Wirkungsgrad des Getriebes selbst. Technische Maßnahmen können das Verhalten der Fahrer unterstützen oder ersetzen, zum Beispiel die automatische Abschaltung des Motors im Stand oder ein Tempomat.
Staatliche Stellen und Verbände richten sich aufgrund ihrer weiter unten erläuterten Ziele mit Tipps und detaillierter Information insbesondere an Autofahrer. Dort sowie laut gesetzlicher Vorgaben auch in der Fahrausbildung und Fahrerlaubnisprüfung wird heute eine „niedertourige“ sowie „gleichmäßige“ Fahrweise und das Vermeiden von „Vollgas“ propagiert, während noch im letzten Jahrhundert, bevor Saugrohreinspritzung den Vergaser verdrängte, der Begriff „mittlerer Drehzahlen“ populär war, weil bei ihnen Verbrennungsmotoren im Allgemeinen schon ihrem höchsten Drehmoment nahe kommen.
Grundlage: Verbrauchskennfeld
Ebenso wird vor allem das Abschalten des Motors im Stand beworben, weil hierin ein leicht erreichbares Einsparpotential liegt und das größte neben der Erhöhung der Energieeffizienz durch niedrige Drehzahlen. Daneben ist der Hinweis weit verbreitet, dass ein zu niedriger Reifendruck in jedem Fall vermieden und vielmehr gegenüber dem empfohlenen sogar erhöht werden sollte, um Rollwiderstand wie auch Reifenverschleiß zu vermindern. Letztlich hängt die tatsächliche Einsparung vor allem davon ab, wie sehr die Fahrzeugführer empfohlene Verhaltensweisen durch Einübung zur Gewohnheit werden lassen.
Siehe dazu: Praxistipps für Fahrzeugführer unter Weblinks

## Ziele
Die öffentlichen Maßnahmen konzentrieren sich fast ausschließlich auf Kraftfahrer, also die Teilnehmer am motorisierten Individualverkehr (Autofahrer, Motorradfahrer usw.) sowie Berufskraftfahrer, weil hier die größten Effekte für die angestrebten Ziele erreichbar sind, sowohl aufgrund dessen gegenwärtiger Dominanz im Modal-Split als auch wegen der größten Einsparmöglichkeiten im Einzelfall. So reicht der Wirkungsgrad von Otto-Motoren Werte von 10 % bei Teillast bis zu fast 40 % unter Volllast, wogegen insbesondere bei Elektromotoren, also vor allem im Schienenverkehr, die Bandbreite zwischen Teil- und Volllast und somit das Einsparpotential durch Optimierung der Drehzahl vergleichsweise geringer ist.
Die Absichten der sich für eine energiesparende Fahrweise einsetzenden Organe bzw. des Staates sind gesellschaftlich-politischer Natur, vor allem eine Verbesserung in den Bereichen
- Lärmschutz
- Klimaschutz
- Energiebilanz
- Energieeffizienz
- Energieeinsparung
- Verkehrssicherheit.

Neben diesem öffentlichen Nutzen für die Allgemeinheit ergeben sich private Vorteile der Betreiber oder Nutzer eines Fahrzeuges. Sie ziehen aus ihrem Verhalten einen persönlichen Nutzen sowie mittelbaren Gewinn durch reduzierte Kosten. Ihre Ziele können in der
- Erfüllung altruistischer Motive bestehen, vor allem aber
- ein reduzierter Kraftstoffverbrauch (im Speziellen) sein
- sowie eine erhöhte Wirtschaftlichkeit (im Allgemeinen),

wobei letztere neben dem Energieverbrauch auch weitere Verbräuche, Verschleiße und Wertverluste umfasst.